# Kapllan Murat
 (mars 2016).
Si vous disposez d'ouvrages ou d'articles de référence ou si vous connaissez des sites web de qualité traitant du thème abordé ici, merci de compléter l'article en donnant les références utiles à sa vérifiabilité et en les liant à la section « Notes et références ».
Pour les articles homonymes, voir Murat.
Kapllan Murat,, dit le Roi de l'Évasion, né en Italie le 25 mai 1962, est un criminel belge né de parents albanais. Il doit son surnom au fait qu'il a déjà réussi six fois à s'échapper de plusieurs prisons différentes.

## Biographie
Murat est arrivé en Belgique en compagnie de ses parents qui étaient des réfugiés des Nations unies. Dès son plus jeune âge, il a affaire à la justice. En 1980, il se retrouve pour la première fois en prison après une bagarre qui provoqua un blessé grave. 

### Évasion en 1993
Le 5 mai 1993, Murat s'évade de la prison de Saint-Gilles. En compagnie de ses amis Lacroix et Bajrami, il prend en otage Harry Van Oers, directeur de la prison. Les bandits emmènent ce dernier dans la voiture (une BMW) avec laquelle ils prennent la fuite. Lors du franchissement de la porte de prison, ils attachent un agent pénitentiaire sur le capot de la voiture. Les policiers, gendarmes et médias ne peuvent qu'assister perplexes et impuissants à ce spectacle.
Quelques jours plus tard, Murat est appréhendé lors d'un contrôle routier fortuit à Bruxelles.

### Libre!
En 2003, il bénéficie d'une libération anticipée après avoir passé en détention 15 ans de sa peine officielle de 19 ans. Marc Verwilghen, le Ministre de la Justice de l'époque, avait pourtant émis à ce sujet un avis négatif. En 2004, il se rend coupable d'un vol de cédés, mais est libéré dès le lendemain.
En avril 2005, Murat est surpris par la police en flagrant délit de cambriolage à Londerzeel. Le policier qui se rend sur la zone tire une balle dans la tête de Murat qui survit et est placé en détention. Murat introduit plus tard une plainte contre le policier qui lui avait tiré dessus.  Cette plainte a été classée comme non recevable.

### Évasion en 2006
Le 16 juillet 2006, il ne rentre pas d'un congé pénitentiaire ayant appris qu'il n'aurait pas d'autre congés pénitentiaires et que sa liberté conditionnelle lui serait probablement refusée. Le lendemain, la police retrouve sa piste et le poursuit sur l'autoroute E411 aux environs de Wavre. Après plusieurs kilomètres de course-poursuite il est obligé d'abandonner sa voiture, dont les pneus sont crevés à cause des tirs de la police. Il parvient ensuite à courir et à se dissimuler dans un magasin de bricolage dans une zone industrielle quelques centaines de mètres plus loin. Il se rendra aux autorités judiciaires deux semaines après son évasion.
Laurette Onkelinx (PS), à l'époque Ministre de la Justice, subira les foudres de l'opposition parce qu'elle avait signé le congé pénitentiaire de Murat.
En Belgique, Murat est considéré comme le dernier des hors-la-loi célèbres des années 1980. Au total sur sa carrière de criminel figurent notamment 6 évasions de prison.